# Silvina Bosco
Silvina Bosco (* 18. Juni 1966 in Buenos Aires; † 30. April 2019 ebenda) war eine argentinische Schauspielerin. 

## Karriere
Im Kindesalter zog sie mit ihren Eltern von Rosario nach Buenos Aires. Mit 17 Jahren ging sie auf die Escuela Nacional de Arte Dramático (Buenos Aires) und wurde unter anderem von Rubén Szuchmacher, Raúl Serrano, Agustín Alezzo, Augusto Fernandes und Joey Morris unterrichtet. Sie spezialisierte sich auf Kinofilme, Film und Theater. Größere Bekanntheit erlangte sie durch ihre Auftritte in den Serien Amigovios (1995) und Chiquititas (1999). Ab 1987 war sie Mitglied der Argentinischen Schauspielervereinigung und Gewerkschaftsführerin. Sie setzte sich 2018 aktiv für die Legalisierung der Abtreibung ein.
Am 4. April 2019 veröffentlichte sie ihre letzte Twitter-Nachricht. Sie litt an einem bösartigen Krebs. Sie verstarb am 30. April 2019 im Alter von 52 Jahren.

## Filmografie

### Schauspieler
- 1986: El hombre que ganó la razón
- 1995: El Censor
- 1998: La Sonámbula
- 1998: Buenos Aires me mata
- 2000: El visitante
- 2001: La fuga
- 2001: Arregui, la noticia del día
- 2001: Animalada
- 2001: Empleada Agncia de Turismo
- 2001: Arregui, la noticia del día
- 2001: Animalada
- 2001: Empleada Agncia de Turismo
- 2001: Te besaré mañana
- 2001: Causa efecto
- 2001: El transcurso de las cosas
- 2001: Causa efecto
- 2001: Passionate People
- 2002: Médica Obstetra
- 2003: Madre de Viri
- 2003: Un día en el paraíso
- 2003: Click
- 2004: Lost Embrace
- 2004: 18-j
- 2004: Folge "La comedia divina"
- 2004: Dolores de casad
- 2004: Whisky Romeo Zulu
- 2007: El salto de Christian
- 2008: la Camera Obscura
- 2010: Ningún amor es perfecto
- 2011: Uno
- 2011: La suerte en tus manos
- 2012: uno
- 2013: Caídos del mapa
- 2017: Vergel
- 2017: Madraza
- 2020: La Casa de los Conejos

### Fernsehserien
- 1985: Momento de incertidumbre (1 Folge)
- 1992: Patear el tablero (alle 19 Folgen)
- 1993: Alta comedia: (1 Folge)
- 1993–1994: Gerente de familia (alle 49 Folgen)
- 1995: Amigovios (alle 232 Folgen)
- 1995: Chiquititas
- 1996: El último verano (19 Folgen)
- 1997: Milady (1 Folge)
- 1998: Socios y más (alle 19 Folgen)
- 1998: Operación rescate (alle 29 Folgen)
- 1998: Desesperadas por el aire (alle 39 Folgen)
- 2001: Poné a Francella (alle 39 Folgen der ersten von zwei Staffeln)
- 2002: Maridos a domicilio (alle 39 Folgen)
- 2002: Runaway Lady
- 2002: Notary Karina de Armendáriz (2 Folgen)
- 2003: Abre tus ojos (alle 120 Folgen)
- 2003: Los simuladores (1 Folge)
- 2004: Los Roldán (15 Folgen)
- 2006: El código Rodriguez (19 Folgen)
- 2005–2006: Killer Women (2 Folgen)
- 2006: Amor mío (2 Folgen)
- 2008: Aquí no hay quien viva (alle 39 Folgen)
- 2008: Socias (1 Folge)
- 2008: Donne assassine (1 Folge, wie alle anderen Schauspielerinnen)
- 2010: 25 miradas, 200 minutos (1 Folge)

- 2013: Susana Giménez
- 2013: Zulma (1 Folge)
- 2014: Somos familia
- 2014: Margarita Miranda (4 Folgen)
- 2018: El marginal (3 Folgen)

### Sonstiges
- 2002: Infieles (Mini-Serie, 1 Folge)
- 2003: Tres padres solteros (Mini-Serie, 8 Folgen)
- 2005: Esas noches de insomnio... (Kurzfilm)
- 2010: Intolerancia (Kurzfilm)
- 2012: Historia Clinica (Mini-Serie: 1 Folge)
- 2013: Historias de corazón (Mini-Serie, 2 Folgen)
- 2015: Signos: Under the Sign of Vengeance (Mini-Serie, 4 Folgen)